# Omer Smet
Omer Smet, född 13 december 1890, död 12 juli 1984, var en friidrottare från Belgien. Han deltog vid olympiska sommarspelen 1920.